# Eriopyga eugraphica
Eriopyga eugraphica là một loài bướm đêm trong họ Noctuidae.